# Драґо Янчар
Дра́ґо Я́нчар (словен. Drago Jančar; 13 квітня 1948, Марибор) — словенський письменник, есеїст та інтелектуал.

## Життєпис
Народився у Мариборі. Його батько був колишнім партизаном, походив із Прекмур'я. Драґо вивчав право у своєму місті. В студентські роки став головним редактором студентського журналу «Katedra»; згодом покинув журнал через конфлікт із комуністичною елітою, що виник через публікацію в журналі критичних щодо правлячого режиму статей. Пізніше знайшов роботу асистента у щоденній маріборській газеті «Večer». 1974 року його було заарештовано за ввезення до Югославії брошури під назвою V Rogu ležimo pobiti, яку він купив у Австрії і передав друзям. В брошурі було надруковано спогади ув'язнених бійців Словенського домобранства, які вціліли після масових убивств біля Кочевського Рогу, вчинених режимом Йосипа Броза Тіта в травні 1945 року. Янчара було ув'язнено на 1 рік за «поширення ворожої пропаганди», втім його відпустили через три місяці. Одразу після звільнення його викликали на військову службу до Південної Сербії.
Невдовзі після завершення служби Янчар повернувся у «Večer», проте він мав дозвіл на виконання лише адміністративної роботи. Він вирішив поїхати до Любляни, де вийшов на контакт із іншими митцями та інтелектуалами, що також були критично налаштованими щодо культурної політики комуністичної влади, такими як Едвард Коцбек, Іван Урбанчич, Аленка Пухар, Мар'ян Рожанц та Руді Шеліґо. У 1978–1980 рр. Янчар працював сценаристом на студії Viba Film, проте звільнився через те, що його адаптацію твору Вітоміла Жупана для фільму Живоїна Павловича «До побачення у наступній війні» було зацензуровано. 1981 року працював секретарем у видавничому домі «Словенська матиця», де тепер він є редактором. 1982 року він був одним із засновників журналу «Nova revija», що згодом став найбільшим опозиційним виданням Соціалістичної Словенії. Янчар товаришував із Борисом Пахорем, словенським письменником із Трієста, який писав про свій досвід перебування в нацистських концтаборах. Янчар часто відзначав великий вплив Пахора на себе, особливо у своєму есеї «Чоловік, що сказав „Ні“» (1990), що став однією з перших ґрунтовних оцінок літературної та моральної ролі Пахора у післявоєнному періоді Словенії.
На початку кар'єри Янчар не мав дозволу публікувати свої праці, проте після смертей Едварда Карделя та Йосипа Тіто в кінці 1970-их настав час лібералізації, Янчар отримав змогу писати сценарії. В середині 1980-их його романи та оповідання стали набувати популярності в Югославії, а наприкінці 1980-их — також за межами країни, особливо в Центральній Європі.
З початку 1990-их Янчар працює редактором видавничого дому «Словенська матиця» у Любляні. 1993 року його було нагороджено Премією Прешерена, найвищою нагородою Словенії в галузях літератури та мистецтва.

## Вибрана бібліографія
Романи
- 1974: Petintrideset stopinj
- 1978: Galjot
- 1984: Severni sij
- 1992: Pogled angela
- 1993: Posmehljivo poželenje
- 1998: Zvenenje v glavi
- 2000: Katarina, pav in jezuit
- 2006: Graditelj
- 2008: Drevo brez imena (Безіменне древо, 2010)
- 2010: To noč sem jo videl

Сценарії
- 1982: Disident Arnož in njegovi
- 1985: Veliki briljantni valček
- 1986: Vsi tirani mameluki so hud konec vzeli …
- 1988: Daedalus
- 1988: Klementov padec
- 1988: Zalezujoč Godota
- 1994: Halštat
- 2005: Severni sij
- 2007: Niha ura tiha

Есеї
- 1992: Razbiti vrč
- 1994: Egiptovski lonci mesa
- 2002: Brioni
- 2006: Duša Evrope

## Видання українською
- Янчар, Драґо. Безіменне древо: роман / пер. зі словен.: Л. Канцедал. — Харків: Фоліо, 2010. — 379 с. — (Карта світу). ISBN 978-966-03-5138-7
- Янчар, Драґо. Цієї ночі я її бачив [Архівовано 11 січня 2019 у Wayback Machine.]: роман / пер. зі словен. М. Климець. — Чернівці: Книги - ХХІ, 2018. — 192 с. ISBN 978-617-614-217-1